# Kenji Nagai
Kenji Nagai (giapponese: 長井 健司; Imabari, 27 agosto 1957 – Yangon, 27 settembre 2007) è stato un fotoreporter giapponese, ucciso durante la Rivoluzione zafferano del settembre 2007 in Birmania. Reporter free lance, Nagai aveva realizzato reportage di guerra da Afghanistan, Cambogia, Iraq e Territori palestinesi.

## Biografia
Nato e cresciuto a Imabari, Nagai ha frequentato l'Università di Tokyo Keizai (東京経済大学) e, dopo la laurea, ha studiato per un anno negli Stati Uniti. Dopo il suo ritorno in Giappone, ha lavorato part-time prima di intraprendere la carriera di giornalista freelance. Lavorando come fotoreporter a contratto per l'AFP News di Tokyo, Nagai era abituato a viaggiare in luoghi pericolosi del Medio Oriente. Dal 1997 fino alla sua morte, ha infatti svolto incarichi giornalistici in Afghanistan, Cambogia, nei territori occupati di Palestina e in Iraq, scattando fotografie che catturavano l'essenza della guerra.

### Morte
Il 25 settembre 2007, Nagai si era recato in Birmania per seguire le proteste generatesi con la rivoluzione zafferano cominciata un mese prima. Vi è arrivato prima che il governo iniziasse ad attaccare i monaci buddisti che protestavano contro la giunta militare che governava il paese da quando aveva deposto il governo democratico con un colpo di stato nel 1962. Le proteste iniziarono originariamente quando il governo aumentò il prezzo del carburante, ma si trasformarono in manifestazioni di massa di decine di migliaia di persone, con i monaci buddisti che guidavano marce pro-democrazia nelle strade di Yangon. Due giorni dopo si trovava per le strade di Yangon per filmare le proteste nei pressi del Traders Hotel, a pochi isolati dalla Pagoda Sule nel centro di Yangon, quando i soldati hanno aperto il fuoco sui manifestanti, uccidendo Nagai e, a quanto pare, ferendo un altro giornalista straniero.
Inizialmente, i resoconti affermavano che Nagai fosse stato colpito da proiettili vaganti sparati dai soldati o forse da un colpo frontale. La spiegazione del "proiettile vagante" è stata proposta dal governo birmano come spiegazione per la morte di Nagai. Tuttavia, un filmato ottenuto dalla televisione giapponese sembra mostrare un soldato birmano che spinge Nagai a terra e gli spara a bruciapelo. Un'immagine fissa scattata da Adrees Latif mostra il soldato in piedi sopra Nagai, che era disteso a terra e stringeva ancora la sua videocamera. Questa fotografia è apparsa sulla prima pagina del New York Times il giorno successivo l'assassinio e Latif è stato premiato con il Premio Pulitzer per la miglior fotografia di ultim'ora nel 2008. Uno scatto successivo mostrava il corpo di Nagai disteso sulla strada mentre il soldato si allontanava. A giudicare dal distintivo, si ritiene che il soldato responsabile appartenesse a una delle divisioni di fanteria leggera incaricata del controllo della folla a Yangon al momento delle proteste.
La sua videocamera, dopo essere stata data per dispersa, è stata poi restituita alla famiglia nel 2023, sedici anni dopo i fatti.